# SN 2011jt
SN 2011jt – supernowa typu Ia, odkryta 31 grudnia 2011 roku w galaktyce PGC0053208. W momencie odkrycia, miała maksymalną jasność 17m.